# Fabronia
Fabronia là một chi rêu trong họ Fabroniaceae.